# El suplente (película de 2022)
El suplente es una película de 2022 dirigida por Diego Lerman y protagonizada por Juan Minujín y Bárbara Lennie junto a Alfredo Castro, Rita Cortese y María Merlino. Es una coproducción latinoamericana y europea entre empresas de Argentina, Italia, México y España, con el apoyo de compañías de Suiza, Reino Unido y Francia.
La producción inició su rodaje el 29 de noviembre de 2021 y lo concluyó el 15 de enero de 2022. La película tuvo su estreno mundial en la 47° edición del Festival Internacional de Cine de Toronto, donde participó en la sección Special Presentations, junto a otros 46 largometrajes de todo el mundo.

## Sinopsis
La trama gira en torno a los percances de un profesor interino (Lucio) en los suburbios de Buenos Aires, que se ve obligado a tomar partido cuando uno de sus alumnos es amenazado por un narcotraficante.

## Reparto
- Juan Minujín como Lucio
- Alfredo Castro como El Chileno
- Bárbara Lennie como Mariela
- María Merlino como Clara
- Rita Cortese como Amalia

## Premios y nominaciones
| Premio                                          | Fecha                          | Categoría                                            | Nominado                                  | Resultado | Ref.  |
| ----------------------------------------------- | ------------------------------ | ---------------------------------------------------- | ----------------------------------------- | --------- | ----- |
| Festival Internacional de Cine de San Sebastián | 16 al 24 de septiembre de 2022 | Concha de Oro: Mejor película                        | El suplente                               | Nominado  | [ 3 ] |
| Festival Internacional de Cine de San Sebastián | 16 al 24 de septiembre de 2022 | Concha de Plata a la mejor interpretación de reparto | Renata Lerman                             | Ganador   | [ 3 ] |
| Premios Cóndor de Plata                         | 22 de mayo de 2023             | Mejor película                                       | El suplente                               | Pendiente | [ 4 ] |
| Premios Cóndor de Plata                         | 22 de mayo de 2023             | Mejor dirección                                      | Diego Lerman                              | Pendiente | [ 4 ] |
| Premios Cóndor de Plata                         | 22 de mayo de 2023             | Premio del público BA Audiovisual                    | El suplente                               | Pendiente | [ 4 ] |
| Premios Cóndor de Plata                         | 22 de mayo de 2023             | Mejor actor                                          | Juan Minujín                              | Pendiente | [ 4 ] |
| Premios Cóndor de Plata                         | 22 de mayo de 2023             | Mejor actor de reparto                               | Alfredo Castro                            | Pendiente | [ 4 ] |
| Premios Cóndor de Plata                         | 22 de mayo de 2023             | Revelación femenina                                  | Renata Lerman                             | Pendiente | [ 4 ] |
| Premios Cóndor de Plata                         | 22 de mayo de 2023             | Revelación masculina                                 | Lucas Arrúa                               | Pendiente | [ 4 ] |
| Premios Cóndor de Plata                         | 22 de mayo de 2023             | Revelación masculina                                 | Braian Montiel                            | Pendiente | [ 4 ] |
| Premios Cóndor de Plata                         | 22 de mayo de 2023             | Mejor guion original                                 | Luciana De Mello Diego Lerman María Meira | Pendiente | [ 4 ] |
| Premios Cóndor de Plata                         | 22 de mayo de 2023             | Mejor fotografía                                     | Wojciech Staron                           | Pendiente | [ 4 ] |
| Premios Cóndor de Plata                         | 22 de mayo de 2023             | Mejor montaje                                        | Alejandro Brodersohn                      | Pendiente | [ 4 ] |
| Premios Cóndor de Plata                         | 22 de mayo de 2023             | Mejor dirección de arte                              | Marcelo Chaves                            | Pendiente | [ 4 ] |
| Premios Cóndor de Plata                         | 22 de mayo de 2023             | Mejor música original                                | José Villalobos                           | Pendiente | [ 4 ] |
| Premios Cóndor de Plata                         | 22 de mayo de 2023             | Mejor dirección de casting                           | María Laura Berch                         | Pendiente | [ 4 ] |
| Premios Cóndor de Plata                         | 22 de mayo de 2023             | Mejor sonido                                         | Lena Esquenazi                            | Pendiente | [ 4 ] |